# Jordan Kerby
Jordan Kerby (* 15. August 1992 in Hervey Bay) ist ein neuseeländisch-australischer Bahn- und Straßenradrennfahrer.

## Sportliche Laufbahn
Jordan Kerby wurde 2009 australischer Meister in der Mannschaftsverfolgung der Juniorenklasse. Im Jahr darauf errang er bei der Junioren-Weltmeisterschaft in Montichiari jeweils die Goldmedaille in der Mannschaftsverfolgung und im Punktefahren. Im Punktefahren wurde er australischer Junioren-Meister und Ozeanienmeister in der Eliteklasse. In der Saison 2011 fuhr Kerby für das Team Jayco-AIS. 2012 gewann er auf der Straße eine Etappe bei der Tour of Thailand und 2013 wurde er nationaler U23-Meister im Straßenrennen, sowie Sieger des Prologs der Herald Sun Tour. 2014 gewann er den nationalen U23-Titel im Einzelzeitfahren. Im Jahr darauf wurde er ozeanischer Vize-Meister im Straßenrennen.
2017 erhielt Kerby keinen Vertrag als Fahrer für das neue Drapac Pat’s Veg Holistic Development Team, wollte aber weiter Rennen fahren und für das Team auch als Trainer tätig sein. 2018 wechselte er zum Brisbane Continental Cycling Team.
Nachdem Jordan Kerby im Juni 2018 vom australischen Radsportverband aus dem Kader für die Olympischen Spiele 2020 entlassen worden war, wechselte er im Januar 2019 zum neuseeländischen Verband. Im selben Monat gewann er mit gemeinsam mit Campbell Stewart, Regan Gough und Nick Kergozou in der Mannschaftsverfolgung den Lauf des Bahn-Weltcups in Cambridge.
Bei den Ozeanienmeisterschaften 2020 (2019 ausgetragen) errang Kerby drei Medaillen: Gold im Scratch, Silber in der Einerverfolgung und mit Regan Gough Bronze im Zweier-Mannschaftsfahren. Im Frühjahr 2020 wurde er in Berlin gemeinsam mit Corbin Strong, Aaron Gate, Campbell Stewart und Regan Gough Vize-Weltmeister in der Mannschaftsverfolgung. Bei den Olympischen Spielen in Tokio belegte der neuseeländische Vierer mit Kerby Platz vier in der Mannschaftsverfolgung. 2022 siegte er bei den Commonwealth Games mit Campbell Stewart, Aaron Gate, Nick Kergozou und Thomas Sexton in der Mannschaftsverfolgung.

## Erfolge

### Bahn
2009
- Australischer Junioren-Meister – Mannschaftsverfolgung (mit Michael Hepburn, Mitchell Mulhern und Thomas Richards)

2010
- Junioren-Weltmeister – Mannschaftsverfolgung (mit Edward Bissaker, Jackson Law und Mitchell Lovelock-Fay)
- Junioren-Weltmeister – Punktefahren
- Ozeanienmeister – Punktefahren
- Australischer Junioren-Meister – Punktefahren

2017
- Weltmeister – Einerverfolgung
- Australischer Meister – Einerverfolgung

2017/18
- Ozeanienmeister – Einerverfolgung, Mannschaftsverfolgung (mit Leigh Howard, Nicholas Yallouris und Kelland O’Brien)
- Ozeanienmeisterschaft – Scratch

2019
- Weltcup in Cambridge – Mannschaftsverfolgung (mit Campbell Stewart, Regan Gough und Nick Kergozou)
- Neuseeländischer Meister – Omnium, Zweier-Mannschaftsfahren (mit Campbell Stewart)

2019/20
- Ozeanienmeister – Scratch
- Ozeanienmeisterschaft – Einerverfolgung
- Ozeanienmeisterschaft – Zweier-Mannschaftsfahren (mit Regan Gough)

2020
- Neuseeländischer Meister – Scratch
- Weltmeisterschaft – Mannschaftsverfolgung (mit Corbin Strong, Aaron Gate, Campbell Stewart und Regan Gough)

2022
- Commonwealth Games – Mannschaftsverfolgung (mit Campbell Stewart, Aaron Gate, Nick Kergozou und Thomas Sexton)
- Ozeanienmeisterschaft – Einerverfolgung

### Straße
2012
- eine Etappe Tour of Thailand

2013
- Australischer Meister – Straßenrennen (U23)

2014
- Australischer Meister – Einzelzeitfahren (U23)

2015
- Ozeanienmeisterschaft – Straßenrennen

2018
- eine Etappe New Zealand Cycle Classic